# Heavenly Recordings
Heavenly Recordings je londýnské nezávislé hudební vydavatelství, které založil Jeff Barrett. Během své více než dvacetileté historie vydávalo nahrávky vlivných umělců, včetně Manic Street Preachers, Saint Etienne, Beth Orton a Doves; a v současné době jsou jejími umělci Temples, TOY, Stealing Sheep, Charlie Boyer and The Voyeurs, Hooton Tennis Club, Cherry Ghost, James Levy and the Blood Red Rose, Sea of Bees, The Head and the Heart, Mark Lanegan & Duke Garwood & AD90.